# Seto-Inlandsee

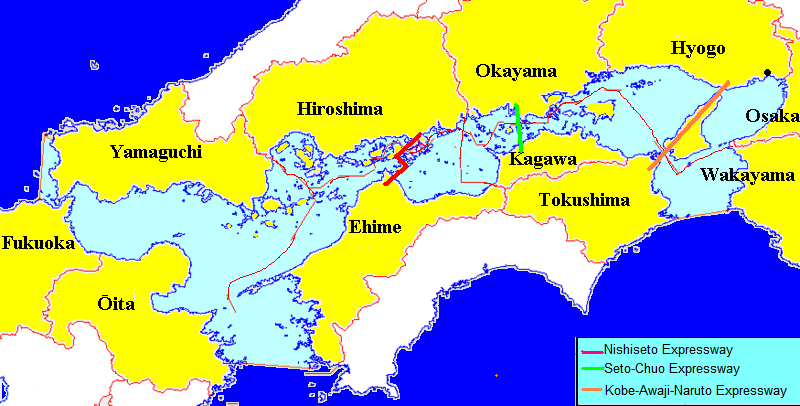
Seto-Inlandsee mit Brücken und angrenzenden Präfekturen

Die Seto-Inlandsee oder das Seto-Binnenmeer (japanisch 瀬戸内海 Seto-naikai) ist ein Binnenmeer, das die japanischen Inseln Honshū, Shikoku und Kyūshū voneinander trennt. Innerhalb der Seto-Inlandsee befinden sich viele kleine Inseln, deren größte Awaji-shima im Osten ist.

## Geographie

### Ausdehnung
Die Durchführungsverordnung zum Ryōkai-hō (領海法 ‚Hoheitsgewässergesetz‘) definiert in Artikel 1 die Begrenzungen des Meeres wie folgt:
1. die Linie vom Leuchtturm am Kap Kii-Hi-no-misaki (33° 52′ 55″ N, 135° 3′ 40″ O) zum Leuchtturm vom Kap Kamoda-misaki (33° 50′ 3″ N, 134° 44′ 58″ O), d. h. als südöstliche Begrenzung die engste Stelle des Kii-Kanals;
2. die Linie vom Leuchtturm am Kap Sada-misaki (33° 20′ 35″ N, 132° 0′ 54″ O) zum Leuchtturm am Kap Seki-zaki (33° 16′ 0″ N, 131° 54′ 8″ O), d. h. als südwestliche Begrenzung die Hōyo-Meerenge als Nordende des Bungo-Kanals (豊後水道 Bungo-suidō);
3. die Linie vom Felsen Daidabana auf der Insel Takenokojima (33° 57′ 2″ N, 130° 52′ 18″ O) [auf dem sich ebenfalls ein Leuchtturm befindet] zum Leuchtturm am Wellenbrecher der Dōkai-Bucht von Wakamatsu (33° 56′ 28″ N, 130° 51′ 2″ O), d. h. als nordwestliche Begrenzung das Nordende der Kammon-Straße zum Japanischen Meer.

Das Umweltgesetz Setonai-hō (瀬戸内法) beschreibt in Artikel 2 Absatz 1 eine fast identische Ausdehnung. Seine Durchführungsverordnung nennt in Artikel 1 jedoch eine größere Ausdehnung:
1. die Linie vom Kap Kōmo-saki (32° 54′ 27″ N, 132° 28′ 20″ O) zum Kap Tsurumi-saki (32° 55′ 55″ N, 132° 5′ 0″ O), d. h. als südwestliche Begrenzung das Südende des Bungo-Kanals,
2. die Linie vom Leuchtturm Kottoi (34° 19′ 9″ N, 130° 53′ 30″ O) zum Kap Tōrise-saki (34° 20′ 28″ N, 130° 50′ 47″ O) auf der Insel Tsunoshima und dann zum Leuchtturm am Kap Myōken-zaki (33° 56′ 13″ N, 130° 41′ 0″ O), d. h. die nordwestliche Begrenzung geht weit nach Norden und umfasst zusätzlich noch die komplette Westküste der Präfektur Yamaguchi.

Nach der engeren Definition hat das Meer eine Fläche von 19.700 km², nach der weiteren eine solche von 21.827 km². Die maximale Wassertiefe beträgt 105 m.

### Regionen
Die Seto-Inlandsee wird in folgende Meeresregionen eingeteilt:
- Kii-Kanal zwischen Honshū und Shikoku
- Bucht von Osaka zwischen Honshū und Awaji-shima
- Harima-nada (播磨灘) zwischen Awaji-shima und Shōdoshima
- Bisan-Meerenge (備讃瀬戸 Bisan-seto) zwischen den Präfekturen Okayama und Präfektur Kagawa
- Bingo-nada (備後灘) nördlich zwischen den Kasaoka- und den Geiyo-Inseln
- Hiuchi-nada (燧灘) südlich davon zwischen der Shōnai- und der Takanawa-Halbinsel
- Aki-nada (安芸灘) zwischen den Geiyo- und den Bōyo-Inseln
- Bucht von Hiroshima nördlich von Aki-nada zwischen den Geiyo-Inseln und Hiroshima
- Iyo-nada (伊予灘) südlich von Aki-nada zwischen der Yashiro-Insel (Suō-ōshima) der Bōyo-Inseln und der Kunisaki-Halbinsel
- Suō-nada (周防灘) nördlich davon bis zur Kammon-Straße

Bei der größeren Definition kommen dann noch hinzu:
- Bungo-Kanal zwischen Iyo-nada und Hyūga-nada, d. h. hier der offenen See des Pazifik
- Hibiki-nada (響灘) nördlich der Kammon-Straße, zwischen der westlichen Küste von Honshū und Genkai-nada, d. h. den Küstengewässern des Japanischen Meeres vor Kyūshū

### Küste

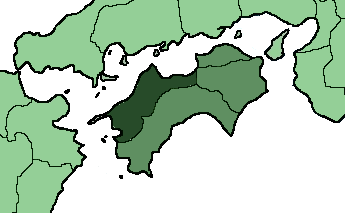
Präfekturen der Seto-Inlandsee (dunkel: Ehime)

An die Seto-Inlandsee grenzen folgende Präfekturen (Aufzählung entgegen dem Uhrzeigersinn):
- auf Honshū Wakayama, Osaka, Hyōgo, Okayama, Hiroshima und Yamaguchi,
- auf Kyūshū Fukuoka und Ōita und
- auf Shikoku Ehime, Kagawa und Tokushima.

Die Region um die Inlandsee nennt sich auch Setouchi-Region. Wichtige Küstenstädte der Region sind Kōbe, Ube, Hiroshima, Iwakuni, Kurashiki und Matsuyama.

### Inseln
Nach der amtlichen Definition, die für eine Insel eine Landfläche von mindestens 100 m Umfang bei Hochwasser fordert, liegen in der Inlandsee (im engeren Sinne der Durchführungsverordnung zum Ryōkai-hō)  727 Inseln. 681 tragen eine auf -shima/-jima (島) ‚Insel‘ endende Bezeichnung. Diese Inseln verteilen sich, da zur Präfektur Osaka überhaupt keine Insel gehört, auf die übrigen zehn Präfekturen an der Seto-Inlandsee, wie aus der folgenden Tabelle ersichtlich. Die Prozentzahl gibt an, welchen Anteil die Inseln in der Seto-Inlandsee an sämtlichen Inseln der jeweiligen Präfektur haben.
| Präfektur | Inseln                                         | Inseln     |
| Präfektur | amtlich                                        | namentlich |
| --------- | ---------------------------------------------- | ---------- |
| Hiroshima | 142 (100%)                                     | 153        |
| Ehime     | 133 0(49%)                                     | 136        |
| Yamaguchi | 127 0(51%)                                     | 105        |
| Kagawa    | 112 (100%)                                     | 111        |
| Okayama   | 87 (100%)                                      | 75         |
| Hyōgo     | 57 0(52%)                                      | 44         |
| Wakayama  | 41 0(16%)                                      | 22         |
| Tokushima | 24 0(27%)                                      | 26         |
| Fukuoka   | 6 0(10%)                                       | 7          |
| Ōita      | 3 0(3%)                                        | 2          |
| Gesamt    | 727 0(11%)                                     | 681        |
| Gesamt    | 5 Inseln erstrecken sich über zwei Präfekturen |            |

Unter Berücksichtigung weiterer, z. B. andersnamiger oder unbenannter Eilande werden als Höchstzahl etwa 3000 Stück angegeben.
Die zehn größten Inseln sind:
- Awaji-shima (592,55 km²)
- Shōdoshima (153,25 km²)
- Yashirojima (128,48 km²)
- Kurahashijima (69,46 km²)
- Ōmishima (64,58 km²)
- Ōshima (41,87 km²)
- Ōsakikamijima (38,27 km²)
- Innoshima (35,03 km²)
- Ikuchijima (31,21 km²)

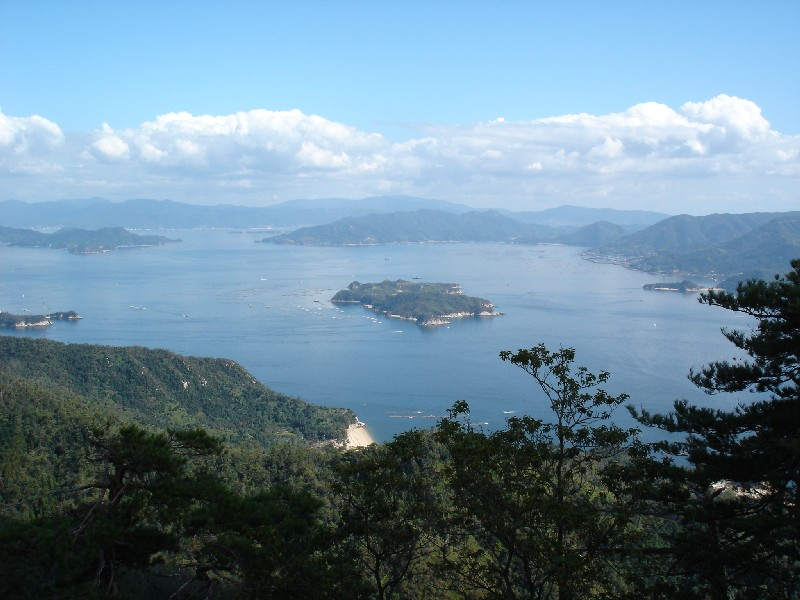
Blick vom Berg Misen auf der Insel Miyajima auf die Seto-Inlandsee

- Itsukushima (Miyajima) (30,33 km²)

## Natur
Ein großer Teil der See gehört zu dem 1934 als einem der ersten Nationalparks Japans gegründeten Setonaikai-Nationalpark. Sie besitzt ein gemäßigtes Klima mit relativ geringen jahreszeitlichen Schwankungen bei geringem Niederschlag. In Japan wird daher dieses Gebiet auch „Das Land des schönen Wetters“ (jap. 晴れの国 hare no kuni) genannt. Die meisten der Inseln der Inlandsee sind mit Kiefern bewachsen. Die See ist für regelmäßig auftretende Algenblüten (赤潮 akashio) bekannt, einer plötzlichen massenhaften Vermehrung von Algen in einem Gewässer. Ein weiteres Naturschauspiel sind die Naruto-Strudel, die aufgrund der unterschiedlichen Wassertiefen der Inlandsee und des Pazifischen Ozeans entstehen. Des Weiteren existiert in der Inlandsee eines der letzten verbliebenen japanischen Wattgebiete, das noch nicht aufgrund von Eindeichungen zerstört wurde.
Die Region um die Inlandsee ist industrialisiert. Rohstoffe können per Schiff angeliefert werden. Das milde Klima ist günstig für Fischerei und Landwirtschaft.

## Brücken

Gelb: Kōbe-Awaji-Naruto.
Grün: Seto-Ōhashi.
Rot: Nishiseto-Autobahn.

Die Inseln Honshū und Shikoku sind durch drei Brückensysteme miteinander verbunden.

### Kōbe-Awaji-Naruto-Autobahn (E28)
Die östlichste Verbindung, nach dem ersten Spatenstich 1976 im Jahr 1998 fertiggestellt, führt von Akashi (Präfektur Hyōgo) über die Akashi-Kaikyō-Brücke, die längste Hängebrücke der Welt, auf die Insel Awaji-shima, von dort über die Naruto-Brücke nach Ōge-jima (Naruto, Präfektur Tokushima) jenseits der 1,3 Kilometer breiten Naruto-Straße und schließlich über die Muya-Brücke nach Shikoku. Ursprünglich war auch eine Zugverbindung geplant, auf die letztlich jedoch verzichtet wurde.

### Seto-Chūō-Autobahn (E30)
In nur zehn Jahren errichtet, verbindet Seto-Ōhashi seit 1988 die Präfektur Okayama mit der Präfektur Kagawa. Sie besteht aus insgesamt sechs zweistöckigen Brücken, deren jeweils untere Etage von der Eisenbahn Japan Railways benutzt wird. Der Shinkansen verkehrt nach oder auf Shikoku nicht.

### Nishiseto-Autobahn / Shimanami-Autobahn (E76)
Als erste der drei Querungen der Inlandsee 1975 begonnen, aber als letzte 1999 fertiggestellt, verbindet die Nishiseto-Autobahn Onomichi in der Präfektur Hiroshima über insgesamt zehn Brücken und mehrere kleinere Inseln, auf denen gleichwohl zusammen immerhin etwa 100.000 Menschen leben, mit Imabari in der Präfektur Ehime. Die Brücken sind: Shin-Onomichi-Brücke, Innoshima-Brücke, Ikuchi-Brücke, Tatara-Brücke, Ōmishima-Brücke, die beiden Ōshima-Brücken und die drei Kurushima-Kaikyō-Brücken.